# Људска права
Појам људских права односи се на концепт који се базира на идеји да људска бића имају универзална природна права, или статус, независно од правне јурисдикције или других одређујућих фактора као што су етницитет, држављанство и пол. Као што је видљиво из Опште декларације о људским правима Уједињених нација, људска права (макар у периоду после Другог светског рата) су концептуално заснована на урођеном људском достојанству и задржавају свој универзални и неотуђиви карактер.
Постојање, валидност и садржај људских права је и даље предмет расправа у филозофији, правним и политичким наукама. Правно, људска права су дефинисана у међународном праву и у унутрашњем праву великог броја држава. Међутим, за велики број људи доктрина људских права има и ванправни карактер и чини фундаменталну моралну основу за регулисање савременог геополитичког поретка. Људска права се тако приказују као демократски идеали. Циљ концепта „права човека” је успостављање заједничких стандарда у положају људи који треба да постигну сви народи и све нације, како би сваки појединац и сваки грађанин друштва тежио да допринесе поштовању установљених права и слобода.
Идеја људских права развила се из идеје природних права; неки теоретичари не праве разлику између ова два појма, док их други раздвајају како би се избегло асоцирање на неке појмове који се традиционално повезују са доктрином природних права. Заштита људских права обезбеђује се ратификацијом међународних докумената, имплементацијом у домаће законодавство и постојањем институција домаћег и међународног права.

## Правно регулисање људских права
Тамо где постоји, правна регулатива обично регулише:
- право на живот које штити људе од таквих злочина као што су убиство, масакр, мучење и силовање
- право на слободу које штити слободе у областима као што су религија, слобода удруживања, окупљања и кретања
- политичка права која штите слободу учествовања у политичким дешавањима кроз слободу изражавања, протестовања и учествовања у власти
- право на правичан кривични поступак који штити од злоупотреба као што су незаконито затварање, тајна суђења и неправичне санкције
- право на једнакост које гарантује једнака права свих грађана пред законом и недискриминацију
- економска и социјална права која обезбеђују образовање и заштиту од тешког сиромаштва и гладовања
- права колективитета која обезбеђују заштиту и права одређеним групама - етничким и другим

Види Међународни инструменти људских права.

## Историја модерних људских права
После стравичних варваризама Другог светског рата, Генерална скупштина УН усвојила је Општу декларацију о правима човека 1948. године. Иако није била правно обавезујућа, снажно је апеловала на чланице да направе напор у признавању људских, грађанских, економских и социјалних права, уз принцип да су ова права део „основе слободе, правде и мира у свету“. Декларација је била први међународни правни покушај да се ограничи понашање држава и да се изврши притисак на њих да прихвате обавезе према сопственим грађанима према корелативном моделу права и обавеза.
Многе државе желеле су да иду и даље од декларације права и да створе пактове и споразуме којима би извршили већи притисак на државе да прихвате норме људских права. С обзиром да је постојала несагласност око тога да ли би јединствена повеља требало да садржи и економска и социјална права (која обично захтевају већи напор за државе), припремљена су два пакта.
Године 1966. ступило је на снагу Међународни пакт о грађанским и политичким правима, а 1976. године Међународни пакт о економским, социјалним и културним правима. Заједно са Општом декларацијом о правима човека ови документи чине оно што се данас назива Међународна повеља права.
Од тада је усвојено неколико значајних правних докумената на међународном нивоу:
- Конвенција о спречавању и кажњавању злочина геноцида (ступила на снагу: 1951)[5]
- Конвенција УН против мучења (ступила на снагу: 1984)[6]
- Конвенција о елиминисању свих облика расне дискриминације (ступила на снагу: 1969)[7]
- Конвенција о елиминацији свих облика дискриминације жена (ступила на снагу: 1981) [тражи се извор]
- Римски статут Међународног кривичног суда (ступио на снагу: 2002)

Са изузетком недодирљивих људских права (од којих су најважнија право на живот, забрана ропства, забрана мучења и забрана ретроактивне примене кривичних закона), Уједињене нације прихватају да људска права могу бити ограничена или сасвим суспендована у време ванредних стања - али да узрок таквог стања мора бити стваран, да утиче на читаво становништво и да представља претњу самом постојању нације. Проглашење ванредног стања мора такође бити последње средство и привремена мера“. Понашање у рату регулише међународно хуманитарно право.

### Међународна тела
Међународни пакт о грађанским и политичким правима из 1966. године прописао је стварање агенције, Комитета за људска права, који би се старао о остваривању норми из пакта. Осамнаест чланова комитета изражавају мишљење да ли је одређени поступак кршење људских права, али њихов извештај није правно обавезујући.
Модерну интерпретацију оригиналне Декларације о правима човека садржи Бечка декларација и програм акције, усвојена од стране Светске конференције о људским правима 1993. године. Степен једногласности око ових конвенција, у смислу колико и које земље су их ратификовале варира, као и степен поштовања у одређеним земљама. Уједињене нације су установиле низ тела које надзиру и проучавају људска права, под вођством Високог комесара за људска права Уједињених нација (UNHCHR).

### Регионално правно регулисање
Постоји такође известан број регионалних споразума и организација које се баве темом људских права као што је Европски суд за људска права, који је једини међународни суд надлежан и за жалбе које подносе појединци (а не само државе), затим Афричка комисија за људска и грађанска права, Интер-америчка комисија о људским правима, Каирска декларација о људским правима у исламу, Интер-амерички суд за људска права и ирански Центар бранилаца људских права.

## Општа историја људских права
Види још: Историја демократије
Ур-Наму, краљ Ура створио је нешто што се сматра првим правним кодексом око 2050. п. н. е. Неколико других кодекса створено је у Месопотамији, укључујући Хамурабијев законик (око 1780. п. н. е.) што је један од најбоље очуваних примерака овог типа документа. У овом законику постоје и правила и санкције за низ дела из области женских права, дечјих права и робовласничких односа.
Персијско царство (Иран) успоставило је дотада незабележене принципе људских права у 6. веку п. н. е. током владавине Кира Великог. После његовог освајања Вавилоније 539. п. н. е., краљ је издао тзв. Киров цилиндар, откривен 1879. године, који данас многи сматрају првим документом о људским правима. У цилиндру је декларисано да сви поданици у царству могу да слободно исповедају своју веру. Такође је прописано напуштање ропства, па су све палате краљева Персије градили најамни радници а не робови како је то било уобичајено у то време. Ове две реформе огледају се и у библијским књигама Хроника и Езре, које наводе да је Кир ослободио из ропства јудаистичке вернике и дозволио има да се врате у домовину. Цилиндар се данас налази у Британском музеју, а реплика се чува у седишту УН.
Три века касније, Маурјанско царство у древној Индији успоставило је прве принципе људских права у том подручју, у 3. веку пре нове ере за време владавине Ашоке Великог. После његовог бруталног освајања Калинге око 265. п. н. е. осетио је кајање и као резултат тога прихватио будизам. Од тада, Ашока, познати као окрутни Ашока, постао је познат богоугодни Ашока. Током његове власти, спроводио је званичну политику ненасиља (ахимса). Ашока је показивао милост и према заробљенима, дозвољавајући им дан слободе сваке године, и омогућавао је обичним грађанима бесплатно образовање на универзитетима. Третирао је поданике као једнаке независно од религије, политике или касте и правио бесплатне болнице и за људе и за животиње. Ашока је дефинисао главне принципе ненасиља, толеранције према сектама и мишљењима, послушност према родитељима, поштовање према учитељима и свештеницима, хуман третман слуга (ропство није ни постојало у Индији у то време) и дарежљивост према свима. Ове реформе описане су Ашокиним едиктима. У једном од својих едиката уклесаних у стени, чији се оригинал може још и данас читати, цар објављује:
Другде, зачеци људских права налазе се у религијским документима. Веде, Библија, Куран и Конфучијеви Аналекти су неки од најстаријих извора који се баве питањима људских дужности, права и одговорности.
Године 1215. енглески краљ Јован без Земље издао је Магна Карту, документ који су му наметнули папа и енглески барони, којим му је наметнуто одрицање од одређених права, поштовање одређене правне процедуре и прихватање да воља краља може бити ограничена законом. Иако документ у средњем веку није лимитирао власт краља, каснија реинтерпретација у елизабетанско и доба Стјуарта учинила је овај документ моћним документом на коме је засновано уставно право у Уједињеном Краљевству и другде.
Године 1222, издата је Манденска повеља у Малију, која је била декларација суштинских људских права, као што је право на живот и била усмерена против робовласништва.
Неколико европских филозофа 17. и 18. века, од којих је најзначајнији Џон Лок, развили су концепт „природних права“, по коме људи поседују извесна права само на основу тога што су људи. Иако је Лок веровао да су људска права изведена из божанског јер су људи творевина Бога, његове идеје су биле значајне у развоју модерног схватања права. Локовска природна права нису се заснивала на грађанству или било каквом закону државе, нити су била ограничена на неку посебну етничку, културну или религијску групу.
Током 18. века, десиле су се две велике револуције, у САД (1776) и Француској (1789). Декларација независности САД садржи концепте природних права и наводи да су сви људи створени једнаки, да их је њихов творац обдарио одређеним неотуђивим правима, међу којима су живот, слобода и трагање за срећом.
Слично томе, Декларација права човека и грађанина дефинише скуп индивидуалних и колективних права народа. Ова права се сматрају универзалним - поред француских грађана ова права су призната „свим људима без изузетка."
Филозофи као што су Томас Пејн, Џон Стјуарт Мил и Хегел даље су развијали тему универзалности током 18. и 19. века. Вилијам Лојд Герисон је 1831. написао у новинама под називом Ослободилац да покушава да врбује своје читаоце за „велику ствар људских права“. тако да је термин људска права вероватно ушао у употребу између Пејновог дела „Права човека“ и Герисонове публикације. Хенри Дејвид Торо је 1849. године писао о људским правима у свом трактату „О дужности грађанске непослушности“ који је имао утицај на људска права и мислиоце о људским правима. Судија Врховног суда САД Дејвид Дејвис написао је 1867. године у свом мишљењу заштитом закона, обезбеђују се људска права;без те заштите она се налазе у милости извитоперених владара или узбуђеној светини."
Многе групе и покрети успели су да постигну дубоке друштвене промене током 20. века у име људских права. У западној Европи и Северној Америци, синдикати су издејствовали доношење закона којима су одобрена права радника на штрајк, установљавање минималних услова рада и забрана или регулисање дечјег рада. Покрети за права жена успели су да омогуће право гласа женској популацији у многим земљама. Покрети националног ослобођења у многим земљама успели су да са власти уклоне колонијалне силе. Један од најутицајнијих покрета био је покрет Махатме Гандија за ослобођење његове отаџбине Индије од власти Уједињеног Краљевства. Покрети од стране дуго потлачених и религијских мањина успели су у многим крајевима света, а међу њима су покрет за грађанска права и разноврсни покрети политике идентитета, у име жена и мањина у САД

## Филозофија људских права

### Врсте људских права
Људска права се понекад деле на негативна и позитивна права. Негативна људска права, која углавном прате Англо-америчку правну традицију, указују на акције које власт не би требало да предузима. Ова су кодификована у шкотском Утврђењу права, енглеском Билу о правима и канадској Повељи о правима и слободама и америчкој Повељи о правима и укључују право на живот и сигурност; слободу кретања; слободу говора, религије, окупљања и ношење оружја у циљу колективне и индивидуалне одбране.
Позитивна људска права углавном прате русоовску континентално-европску правну традицију и означавају права која је држава у обавези да штити и омогућује. Примери таквих права су: право на образовање, живот, правну једнакост. Позитивна права су кодификована у Општој декларацији о правима човека и многим уставима током 20. века.
По другој категоризацији, коју образлаже Карел Васак, постоје три генерације људских права: прва генерација грађанских и политичких права (право на живот и политичку партиципацију), друга генерација економских, социјалних и културних права и трећа генерација солидаристичких права (право на мир и чисту животну околину). Од ових генерација, трећа генерација је најспорнија и недостаје јој правно и политичко признање. Неки теоретичари одбацују ове поделе, тврдећи да су права међуповезана. Тако се на пример може тврдити да је основно образовање неопходно за право на политичку партиципацију.

### Оправдање људских права
Развијено је неколико теоријских приступа којима се објашњава како су људска права постала део друштвеног система чије се присуство очекује у сваком од друштава. Биолошка теорија узима у разматрање компаративну предност људског друштвеног понашања базираног на емпатији и алтруизму у поређењу са природном селекцијом. Друге теорије износе схватање да људска права представљају кодификацију моралног понашања, које је људски, друштвени производ настао кроз процес биолошке и друштвене еволуције (што је концепт повезан са делима Дејвида Хјума) или као социолошка матрица постављања правила (као у делима Макса Вебера). Овај приступ садржи и схватање да индивидуе у друштву прихватају правила од стране легитимне власти у замену за безбедност и економски добитак (изложено у делима Џона Ролса).
На другој страни, теорије природног права базирају људска права на “природном” моралном поретку који се изводи из религијских претпоставки као што су јединствено схватање правде и веровање да је морално понашање скуп објективно валидних претпоставки. Неки су користили религиозне текстове као што су Библија и Куран да подрже ове аргументе. Међутим, постоје и више секуларно оријентисане форме теорије природног права које сматрају људска права деривативом универзално постојећег људског достојанства.
Други су, пак, покушали да изграде интересну теорију у одбрани људских права. На пример филозоф Џон Финис сматра да су људска права оправдана у светлу њиховог суштинског значаја у стварању услова за добробит човека. Неки интересни теоретичари такође оправдавају дужност поштовања права других у светлу сопственог интереса (а не алтруизма или беневоленције). Реципрочно признавање и поштовање права обезбеђује да права индивидуе буду поштована од других.
Коначно, термин људска права је често позивање на трансцедентални принцип, који није базиран на постојећим правним концептима. Термин хуманизам односи се на доктрину у развоју која се бави тим универзално применљивим вредностима. Термин људска права је заменио по популарности термин природна права, зато што се све мање права ослањају на природно право као ослонац за постојање .

## Теорије о људским правима

### Неонатурализам
Према Харту у сваком друштвеном и моралном систему постоји бар једно природно право – једнако право свих људи да буду слободни, и оно се логички претпоставља и не мора се доказивати.
Најзначајнија савремена неонатуралистичка концепција је теорија правде Џона Ролса. Према Ролсу, два су основна принципа правде: први – да сваки грађанин има једнако право слободе, ограничено истим системом слобода за остале; други – да социјалну и економску неједнакост треба третирати тако да се највеће користи омогуће онима у најнеповољнијем положају, и да се свима обезбеде једнаке могућности приступа јавним положајима и функцијама.
Специфичну варијанту теорије правде заступа Е. Цахн који сматра да је кориснији приступ негативно одређење правде, односно конкретизација неправде омогућава позитивну формулацију правде.

### Позитивизам
Који доминира у XIX и првој половини XX века одбацује априорне метафизичке изворе права, а тиме и људских права. Сва власт и сва права, па и људска, произилазе из одлука државних органа и њихових прописа. Значи људи не поседују људска права зато што су људска бића, већ зато што је тако одлучила надлежна државна власт. Основни недостатак позитивизма огледа се у искључивом свођењу људских права на вољу власти и државе.

### Марксизам
По марксистичким схватањима човек је специфично друштвено биће, чији положај и услови живота зависе од карактера и услова процеса производње. Слобода коју капитализам доноси недовољна је јер се односи само на мањину која контролише производњу, па је самим тим привидна и формална. Марксистичко схватање људских права је у суштини позитивистичко и утилитаристичко. У правном смислу, људска права су питање искључиве унутрашње надлежности социјалистичких држава.

### Утилитаризам
По овим схватањима, основни циљ државе и правног поретка јесте опште добро на основу начела вредности (корисности). У суштини, утилитаризам је само једна врста софистициранијег позитивизма.

### Конституционализам
Полазна тачка конституционализма је реална природа државне власти, односно чињеница да се она у начелу своди на монопол за физичку силу и могућност управљања судбинама и животима других људи.

## Културни релативизам и универзалност људских права
Учествујући у расправи поводом припреме Опште декларације о људским правима, Америчко удружење антрополога поставило је питање како предложена Декларација може да буде примењива на сва људска бића када су права формулисана у складу са вредностима земаља западне Европе и Америке? Културни релативизам је, дакле, антрополошка доктрина, према којој су људска права одређени део културе и дефинисана су том културом. Појам културе укључује овде социјалне факторе који утичу на понашање, дакле обичаје, морал, религију, идеологију, право, друштвене вредности и сл. С обзиром на значајне разлике које постоје међу културама, ова доктрина доводи у питање могућност постојања универзалних људских права. Заговорници ове доктрине указују на велике разлике које постоје између социјалних система који се заснивају на либералном индивидуализму или хришћанству, с једне стране, и социјалних система који се заснивају на традицији конфучијанства, будизма, хиндуизма или ислама, с друге стране. Концепт права, правне државе, демократије или слободе који постоји у првој групи социјалних система не постоји у другој групи. Прва група социјалних система придаје највећу вредност појединцу и слободи појединца, док друга група социјалних система придаје највећу вредност друштвеној групи и благостању те групе. Не постоји универзални морал, не постоји универзално добро или универзално зло. Свака култура је, зато, искључиви судија оног што је добро и оног што је зло према моралу те културе. Неки од оснивача овог учења ишли су и даље, ван области конфучијанства, будизма, хиндуизма и ислама, те су тврдили да је либерална доктрина људских права страна многим друштвима у Азији, Африци, источној Европи (укључујући Русију) и Средњем истоку, где она не одговара систему уверења, вредности, основних концепата односа међу људима и односима појединаца и друштва.

## Критика концепта људских права
Један о аргумената који се упућују против концепта људских права је да пати од културног империјализма. Конкретно, концепт људских права је суштински заснован у политички либералном погледу на друштво, који иако је генерално прихваћен у западној Европи, Јапану, Индији и северној Америци, није нужно прихваћен као стандард другде. Често се указује на чињеницу да су неки од најутицајнијих мислилаца људских права као што су Џон Лок и Џон Стјуарт Мил, потицали из западног света и да су чак лично учествовали у вођењу империја. Овај аргумент долази можда још више до изражаја када се износи у погледу религије. Историја људских права у великој мери је била обликована под хришћански утицајем и посебно је питање односа оваквог концепта људских права и других религија. На пример, ирански представник у УН Саид Раџаје-Хорасани је 1981. године изнео виђење своје земље у погледу Опште декларације о правима човека рекавши да је УДПЧ секуларно интерпретирање јудео-хришћанске традиције које не може бити примењено у муслиманском свету без кршења исламских закона.
Ипак, неки сматрају да схватање о културном империјализму није до краја засновано на чињеницама. Иако су западни политички филозофи као што су Лок, Хобс и Мил значајно допринели модерном схватању људских права, концепт људских права води порекло из многих светских култура и религија, као што су хришћанство, јудаизам и ислам. Такође, овај аргумент води апсолутном релативизму уколико се прихвати до краја доследно. Уколико су сви погледи и морална схватања посматрају као једнако валидна онда не може доћи до осуде било ког понашања, ма колико нечувено или недопустиво било. У пракси, концепт људских права даје основу да таква понашања буду критикована, као на пример империјализам. Као таква, људска права могу бити оруђе за самоопредељење.
Један начин на који се може превазићи расправа о културном империјализму и релативизму је да се изнесе тврђење да корпус људских права постоји у хијерархији или да може бити предмет дерогације. Однос између различитих права је комплексан јер се може тврдити да су нека од њих међусобно повезана или зависна. На пример, политичка права, као што су права на политички положај, не могу бити у потпуности остварена без других друштвених и културних предуслова, као што су пристојно образовање. Да ли би оно требало стога да спада у право прве генерације је спорно.
Матијас Шторме је тврдио да види мало разлике између теократије Ирана и људских права западне Европе, зато што се мешају у област личне слободе. Такође је тврдио да је право на дискриминисање фундаментално људско право.
Друга битна филозофска критика људских права је критика њихове претпостављене основе у моралу. Ако су морална уверења у основи изрази личних избора и погледа онда се негира постојање објективног морала које је предуслов постојања људских права. Ричард Рорти је сматрао да људска права нису базирана на разлозима разума него на сентименталној визији човечанства (иако подржава људска права у правном систему, у оквиру своје теорије интереса). Алисдер Мекнтајер је написао да је веровање у права на истом нивоу са ”веровањем у вештице и једнороге.”. Али неопрезна примена ове критике може се претворити у апологију сваког понашања и приближава се моралном релативизму.
Коначно, један број спорова односи се на питање тога ко има право да штити људска права. Људска права су се историјски развила из потребе да се грађани заштите од државе и ово може водити ка схватању да целокупно човечанство има дужност да интервенише и заштити људе где год да су њихова права угрожена. Подељеност у погледу лојалности државама, која наглашава разлике уместо сличности међу људима, може се посматрати и као разоран утицај на покрет за људска права. Други сматрају да се државни суверенитет ипак налази на врху, и то између осталог зато што је често управо држава та која је потписала споразуме о људским правима. Позиције оних који разматрају питања интервенционистичке политике и употребе силе од стране држава под утицајем су тога да ли код њих превладава став према моралној обавези и космополитизму, или пак правно-национални.

## Кршења људских права
Кршење људских права је злостављање људи у виду повреде било ког фундаменталног људског права. Овај термин се користи када власт крши национално или међународно право које регулише заштиту људских права.
Према Општој декларацији о правима човека, фундаментална људска права се крше када, између осталог:
- су одређена раса, вероисповест или група лишени признања субјективитета (Чланови 2. и 6.)
- се мушкарци и жене не третирају као једнаки (Члан 2.)
- се различите расне или религијске групе не третирају као једнаке (Члан 2.)
- су угрожени живот, слобода или безбедност личности (Члан 3.)
- су особе изложене продаји и употребљаване као робови (Члан 4.)
- када се над особама примењују окрутне, нехумане или понижавајуће казне попут тортуре или егзекуције (Члан 5.)
- када се жртвама злостављања ускраћује ефикасно решавање случаја путем суда (Члан 8.)
- када се казне изричу арбитрарно или једнострано, без одговарајућег и поштеног суђења (Члан 11.)
- када државни службеници врше самовољно мешање у лични живот грађана (Члан 12.)
- је грађанима забрањено да напусте или да се врате у своју земљу (Члан 13.)
- су ускраћени право на слободу говора или слободе вероисповести (Члан 18. и 19.)
- је ускраћено право на приступ синдикату. (Члан 23.)
- је ускраћено право на образовање (Члан 26.)

## Надгледање
Повреде и злоупотребе људских права документују невладине организације попут Амнести Интернешонела, Хјуман Рајтс Воча, Фридом Хауса, Међународне размене слободе говора и Анти-Слејвери Интернешенела.
Само врло мали број земаља не чини значајне повреде људских права, према Амнести Интернешенелу. У извештају за 2003. годину те земље су биле Холандија, Норвешка, Данска, Исланд и Костарика.
Одређени број људи сматра да су кршења људских права чешћа у диктаторским и теократским режимима него у демократијама због тога што слобода говора и слобода штампе омогућавају откривање спровођење кршења људских права од стране државе. И поред тога, кршења људских права се дешавају у демократијама. На пример, Мекфирсонов извештај садржао је податке да је британска полиција поступала институционално расистички у случају смрти Стивена Лоренса. Такође, Амнести Интернешенел је назвао Гвантанамо Беј камп САД „скандалом људских права“ у низу извештаја.
У преко 90 земаља установљене су Националне институције за људска права у циљу заштите, унапређења и надгледања људских права. Не испуњавају све те организације стандарде УН из Париских принципа 1993. али се број и ефикасност ових институција повећава.
- HURIDOCS је развио екстензивне методологије за надгледање и документовање кршења људских права. За више података види - Human Rights Tools Архивирано на веб-сајту  (1. мај 2015).

### Невладине и мултилатералне организације
- Развојна мрежа Ага Кан (AKDN)
- Амнести Интернешонел
- Траст Ансар Барни
- Бахреински центар за људска права
- ЧЛАН 19
- Картер центар
- Форум 18
- Фридом Хаус
- Хјуман Рајтс Воч
- Имеџин-Лајф
- Међународна размена слободе говора
- Међународна хелсиншка федерација за људска права
- Међународна служба за људска права

### Организације за заштиту људских права
- Derechos
- Pastoral dos Direitos Humanos da Igreja Pentecostal e Apostólica Missão Jesus
- Амнести Интернешенел
- Новинари за људска права
- Центар заштитника људских права
- Слобода (интересна група)
- Меморијал (друштво)
- Фондација Монтањар
- Мрежа против прохибиције
- Канцеларија Високог представника Уједињених нација за људска права
- Међународне мировне бригаде
- Призонерс Оверсис
- Правни центар јужњачког сиромаштва
- Мрежа људских права САД
- Меморијал Роберт Ф. Кенеди
- Civil Rights Defenders